# Nikolaus Faber

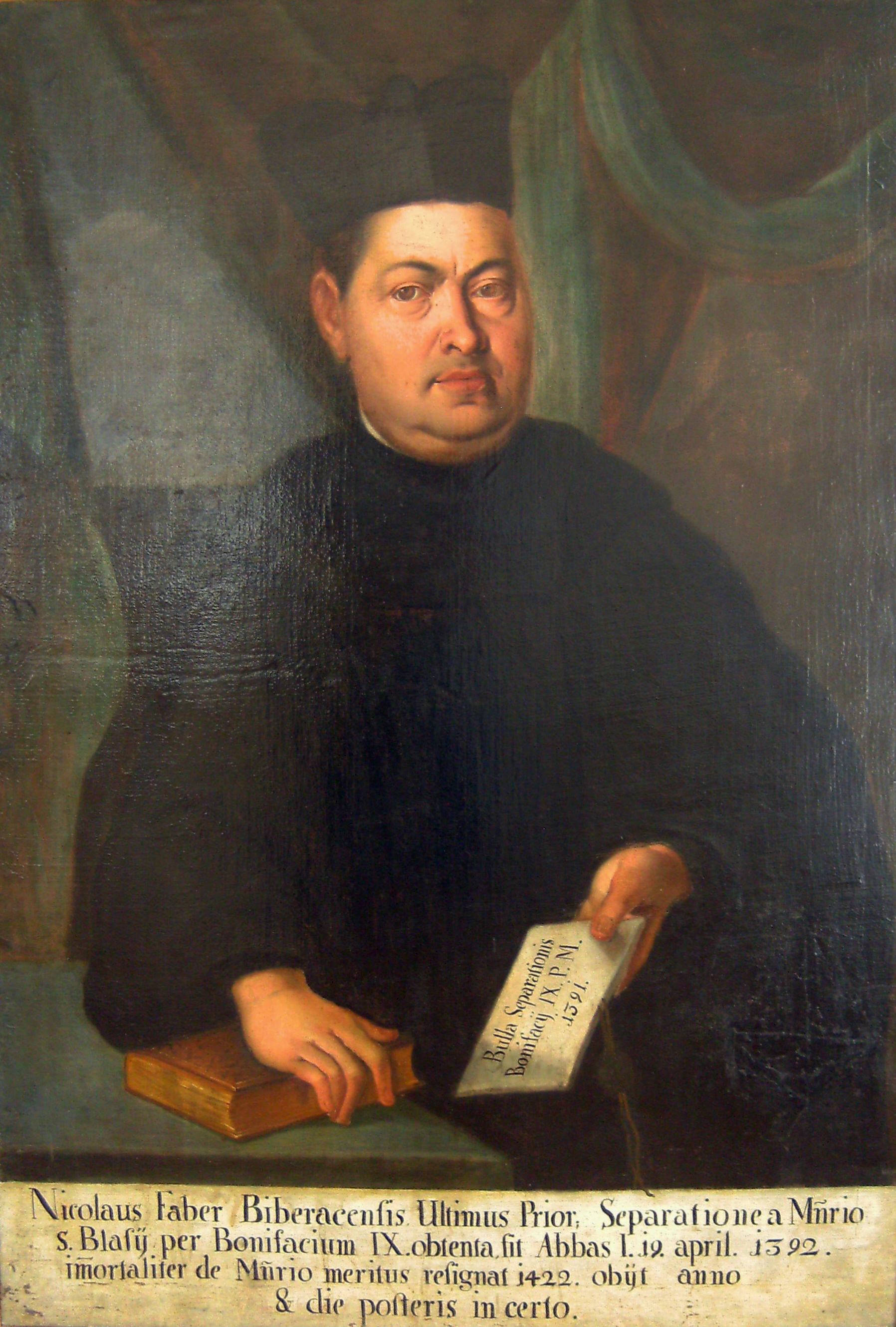
Abt Nikolaus Faber

Nikolaus Faber oder Nikolaus Schmid OSB (* 1350 in Biberach; † nach 11. Juni 1422) war vom 19. April 1392 bis 11. Juni 1422 der 1. Abt der späteren Reichsabtei Ochsenhausen im heutigen Landkreis Biberach in Oberschwaben.

## Leben
Nikolaus Fabers genaue Geburts- und Sterbedaten sind nicht bekannt. Im Mittelpunkt seiner Amtszeit stand die Erhebung des Priorats Ochsenhausen zur Abtei. Der eigentliche Anlass für die Trennung des Priorates Ochsenhausen vom Mutterstift St. Blasien war das von 1378 bis 1417 dauernde Abendländische Schisma. Während der zeitweiligen Kirchenspaltung blieb Ochsenhausen an der Seite des regulären Papstes Urban VI., während das Mutterkloster sich dem Gegenpapst unterstellte. 1388 wurde Nikolaus Faber zum Propst und Prior des Konvents gewählt. Der von St. Blasien eingesetzte Prior Heinrich Laurin und der Propst Heinrich von Södorf wurden im gleichen Jahr nach St. Blasien zurückverwiesen. Heinrich IV. von Eschenz, der erfahrene Abt des Mutterklosters St. Blasien, wollte sich der Entscheidung nicht so einfach unterwerfen und legte den Fall einer Theologenkommission in Ulm vor. Das Ulmer Gremium fällte 1389 folgenden vorläufigen Entscheid:

„Der von St. Blasien aufgestellte Prior zu Ochsenhausen, gehe als Schismatiker zu den Schismatikern nach Hause, und St. Blasien soll künftig keinen Prior mehr aufstellen, bis die Kirchenspaltung behoben sein wird. Das Siegel des Klosters Ochsenhausen, das bisher immer der Prior verwahrte, nimmt der Senat zu Ulm in verwahr, wo das Kloster schon seit lang her eingebürgert ist, damit nichts ohne unser (des Senats) Vorwissen, und etwa zum Nachteil des Klosters verhandelt werden kann.“

Die Angelegenheit blieb strittig und Nikolaus Faber reiste 1391 nach Rom, um eine Entscheidung des neuen Papstes Bonifaz IX. zu erwirken. Bonifaz entschied nach einer Audienz, dass Ochsenhausen zur selbständigen Abtei erhoben wird.
Der aus sieben Mönchen bestehende Konvent wählte am 19. April 1392 Nikolaus zum Abt. Bei der Wahl war er ungefähr 42 Jahre alt. Am 26. April 1392 erteilte der Konstanzer Bischof Burkard I. von Hewen zu diesem Entschluss die Benediktion und Bestätigung zu Engen im Hegau.
In einer Urkunde vom 13. Oktober 1397 verlieh König Wenzel Abt und Konvent das Recht der freien Vogtwahl und Freiheit von fremden Gerichten. Die Reichsstadt Ulm gab er ihnen als Schutzherrn. Am 11. Juni 1422 legte Nikolaus Faber die Abtswürde nieder. Wann er starb, ist nicht mehr zu ermitteln.

## Ankäufe, Schenkungen und Stiftungen
- 1396 erwarb er ein Hofgut in Bellamont von einem Bürger aus Memmingen.
- 1398 überließ das Kloster in Rot an der Rot der Abtei Ochsenhausen alle Besitzungen in Berkheim, Thannheim, Schelleneigen und Bachen mit allen Ansprüchen und Rechten.
- 1404 erwarb das Kloster von Marquard aus Erolzheim das Fischgewässer und zwei Höfe in Notham.
- 1407 Errichtung der Kapelle St. Vitus in Bechtenrot.
- 1411 eine Mühle genannt Elend in Reinstetten.
- 1418 von einem Bürger aus Markdorf ein Weingut zum Lichteberg genannt.

Als sogenannte Gutthäter-Stifter haben sich unter des ersten Abtes Regierung, wie folgt hervorgetan:
- Johannes Schmid, Bürger aus Biberach verlieh seiner abgeleibten Seele zum Troste 1397 sein Hofgut mit allem was dazugehört, die Wiese am Schindelbach ausgenommen.
- Herzog Friedrich von Österreich verlieh 1413 dem Kloster das Patronatsrecht über die Pfarrkirche in Laupheim.

## Im Kloster vorhandene Manuskripte
In dem Kloster befanden sich schon damals in Auszügen folgende Manuskripte:
- Sacra Biblia, in folio
- Liber consuetudinum Hirsaugiensium sub Wilhelmo Abbate
- Sermones ad Patres ab Adolpho Monacho
- Vitae Sanctorum Patrum
- De bello sacro in terra sancta
- S. Augustini Sermones de Verbis Domini
- S Hieronymie Tractatus in Danielem
- S. Jsidori Hisp. Episc. Synonima, seu Soliloquia, sive Dialogus Hominis & rationis